# Ноніо
Ноніо (італ. Nonio, п'єм. Gnun) — муніципалітет в Італії, у регіоні П'ємонт,  провінція Вербано-Кузіо-Оссола.
Ноніо розташоване на відстані близько 550 км на північний захід від Рима, 100 км на північний схід від Турина, 18 км на південний захід від Вербанії.
Населення — 897 осіб (2014).

## Демографія
Населення за роками:

Станом на 1 січня 2023 року в муніципалітеті офіційно проживали 32 іноземці з 10 країн, серед них 7 громадян країн Євросоюзу та 5 громадян України.

## Сусідні муніципалітети
- Чезара
- Оменья
- Пелла
- Петтенаско
- Куарна-Сотто
- Варалло